# Floresta Nacional de Piraí do Sul

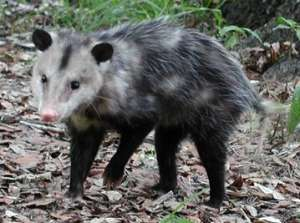
Gambá, uma das espécies de animais locais

A Floresta Nacional de Piraí do Sul é uma unidade de conservação brasileira, situada no município paranaense de Piraí do Sul (PR), sendo controlada pelo Instituto Chico Mendes e integrante do SNUC. A Floresta possui uma área total de 124,8 ha (Decreto de criação) onde se desenvolvem atividades de pesquisa, visando proteger a Floresta Ombrófila Mista e fomentar o uso sustentável de seus recursos naturais.

## História
A região da FLONA, está historicamente inserida na Rota dos Tropeiros, integrando ao Caminho de Viamão entre séculos XVIII e XIX, ligando Viamão, no Rio Grande do Sul, até Sorocaba, estado de São Paulo.
A área que hoje esta sob responsabilidade do ICMBio, foi doada pela da Prefeitura Municipal de Piraí do Sul, em 1948, sendo inicialmente utilizada como um Posto Agropecuário, então sob responsabilidade do Ministério da Agricultura. Em 1989, a propriedade passou a integrar o patrimônio do IBAMA. Em 2007, passou à responsabilidade do Instituto Chico Mendes de Conservação da Biodiversidade (ICMBio), autarquia federal subordinada ao Ministério do Meio Ambiente.

### Criação
Criado pelo decreto presidencial: Dec s/nº de 2 de junho de 2004, pelo presidente Luiz Inácio Lula da Silva e pela Ministra do Meio Ambiente, Marina Silva, durante solenidade comemorativa à Semana do Meio Ambiente, no início do mês, em Brasília, com o objetivo principal de assegurar a preservação da Araucária, árvore que está ameaçada de extinção.

## Características

### Localização
Esta a 6 km da sede municipal de Piraí do Sul e a 180 km de Curitiba. Endereçado na Estrada do Cerne – km 152, Bairro Machadinho. Situa-se na região dos Campos Gerais.
A FLONA situa-se próximo à Escarpa Devoniana, divisa natural entre o primeiro e o segundo planalto paranaenses, na região centro-leste do estado, com altitudes acima dos 1.000 m sobre o nível do mar.

### Clima
O clima apresenta verões moderadamente quentes e incidência de geadas no inverno, sem estação seca definida, embora com maior concentração do volume de chuvas no verão. Segundo a classificação climática de Köppen, o clima é do tipo Cfb.

### Fauna e Flora
A vegetação original da Unidade apresentava-se como uma área de transição entre a Mata de Araucária (Floresta Ombrófila Mista) e os Campos Cerrados.
Nos 124,8 hectares da floresta ainda estão presentes espécies como o pau-jacaré e a bracatinga, além gralhas azuis e cutias.